# Metaltella rorulenta
Metaltella rorulenta là một loài nhện trong họ Amphinectidae. Loài này phân bố ở Peru, Chili en Argentinië.